# Petúnie

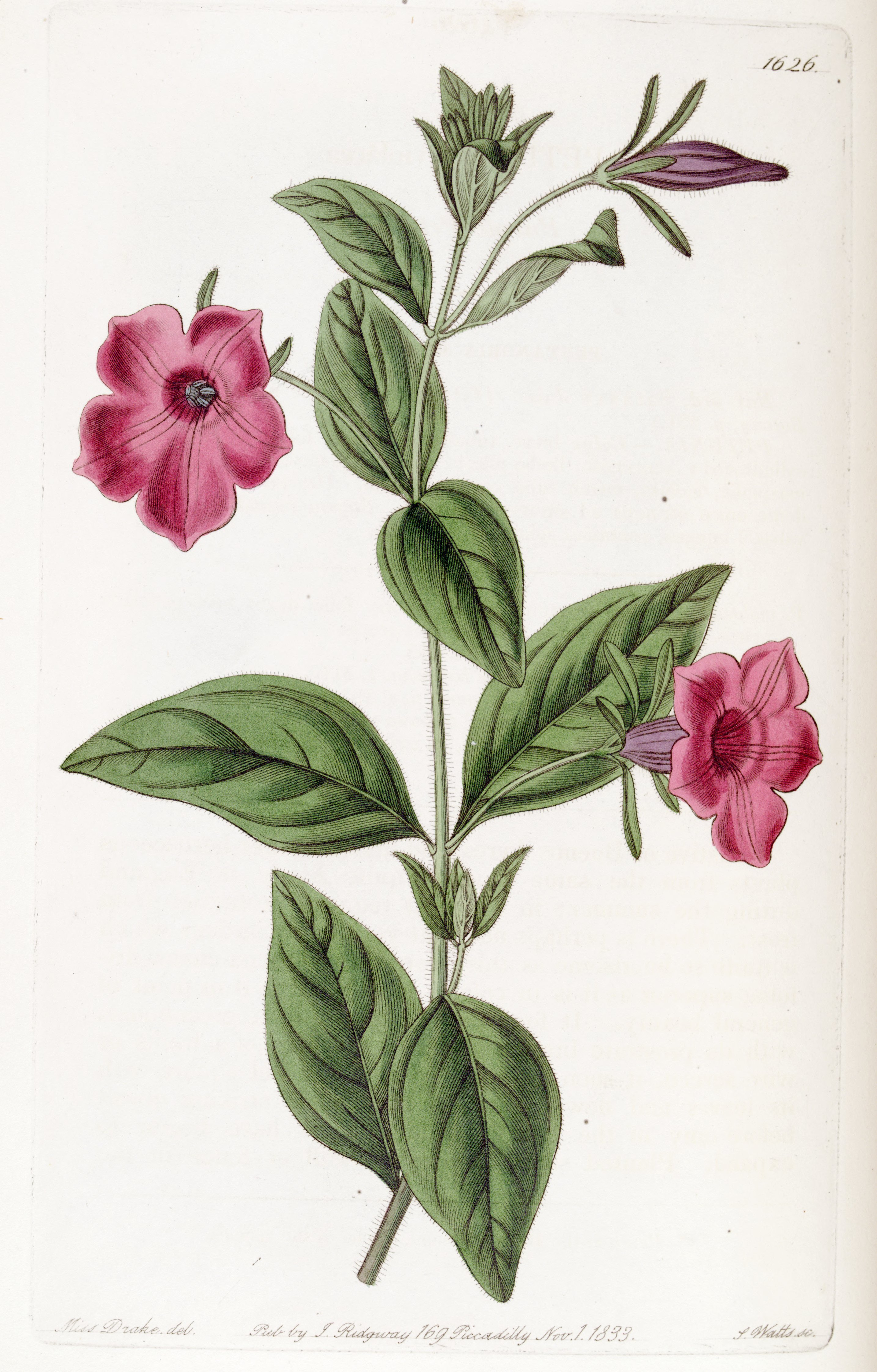
Ilustrace petúnie fialové z roku 1833

Petúnie (Petunia) je rod rostlin z čeledi lilkovité. Jsou to jednoleté byliny s jednoduchými střídavými listy a nápadnými květy, které jsou u většiny druhů opylovány včelami. Plodem je tobolka s mnoha drobnými semeny. Rod zahrnuje asi 16 druhů a je rozšířen v jižních oblastech Jižní Ameriky. Nejvíc druhů roste v jihobrazilské pampě. Petúnie zahradní je v nepřeberném množství kultivarů pěstována jako okrasná letnička.

## Popis
Petúnie jsou vesměs jednoleté byliny. Rostliny jsou pokryté žláznatými chlupy. Listy jsou jednoduché, střídavé, většinou přisedlé, s vejčitou, obvejčitou, eliptickou nebo výjimečně čárkovitou, na okraji nepodvinutou čepelí.
Květy jsou oboupohlavné, v jednoramenných vrcholících (zdánlivě jednotlivé), každý květ je asociován se dvěma vstřícnými listeny. Kalich je u většiny druhů hluboce laločnatý, s výjimkou P. altiplana a některých populací P. integrifolia, které jej mají členěný jen asi do poloviny.
Koruna je purpurová, bílá, červená, oranžovočervená nebo růžová, pravidelná nebo lehce dvoustranně souměrná, nálevkovitá, zvonkovitá nebo řepicovitá, se střechovitou estivací. Tyčinek je 5, zpravidla jsou přirostlé ve třech různých rovinách ke korunní trubce - jedna krátká, dvě střední a dvě delší. Semeník je svrchní, obsahuje dvě komůrky s mnoha vajíčky a nese nitkovitou čnělku zakončenou terčovitou nebo laločnatou bliznou. Na bázi je obklopen laločnatým nektáriem.
Plodem je přehrádkosečná tobolka pukající dvěma chlopněmi. Semena jsou drobná, se síťnatou, nápadně zvlněnou skulpturou na povrchu.

## Rozšíření
Petúnie pocházejí z jižních oblastí Jižní Ameriky, kde se vyskytují v počtu 16 nebo 17 druhů. Jsou přirozeně rozšířeny v oblasti od Bolívie a jižní Brazílie po Argentinu. Celkový areál rodu se skládá z několika nespojitých oblastí.
Hlavní a na druhy nejbohatší oblast se nachází v pampě, úrodné a převážně nížinné oblasti rozkládající se od jižní Brazílie (státy Rio Grande do Sul a Santa Catarina) přes Uruguay po severovýchodní a východní Argentinu.
Petunia mantiqueirensis je endemit pohoří Serra da Mantiqueira v brazilském státě Minas Gerais. Pohoří je od pampy odděleno atlantickým lesem a savanou, které pokrývají většinu rozlohy státu São Paulo.
Další areál se nachází na východních svazích And a jejich podhůří v severozápadní Argentině a nejjižnějším cípu Bolívie a od hlavní oblasti výskytu je oddělen aridní oblastí, zvanou Gran Chaco. Vyskytuje se zde Petunia occidentalis a endemický poddruh petúnie úžlabní, P. axillaris subsp. subandina.
Centrum druhové diverzity je v jižní Brazílii, odkud je uváděno 13 druhů, z toho 8 endemických. Nejrozsáhlejší areál má petúnie úžlabní (P. axillaris).
Petúnie rostou na rozličných stanovištích. Petúnie úžlabní a druhy jako Petunia altiplana, P. inflata a P. integrifolia vyhledávají narušená stanoviště a lze se s nimi setkat zejména na kamenitých půdách i kolem silnic a cest.
Brazilské druhy P. scheideana a P. mantiqueirensis rostou na polostinných stanovištích při okrajích blahočetových lesů. P. exserta je vzácný druh, rostoucí v zastíněných puklinách pískovcových skal v oblasti Serras de Sudeste v jižní Brazílii.

## Ekologické interakce

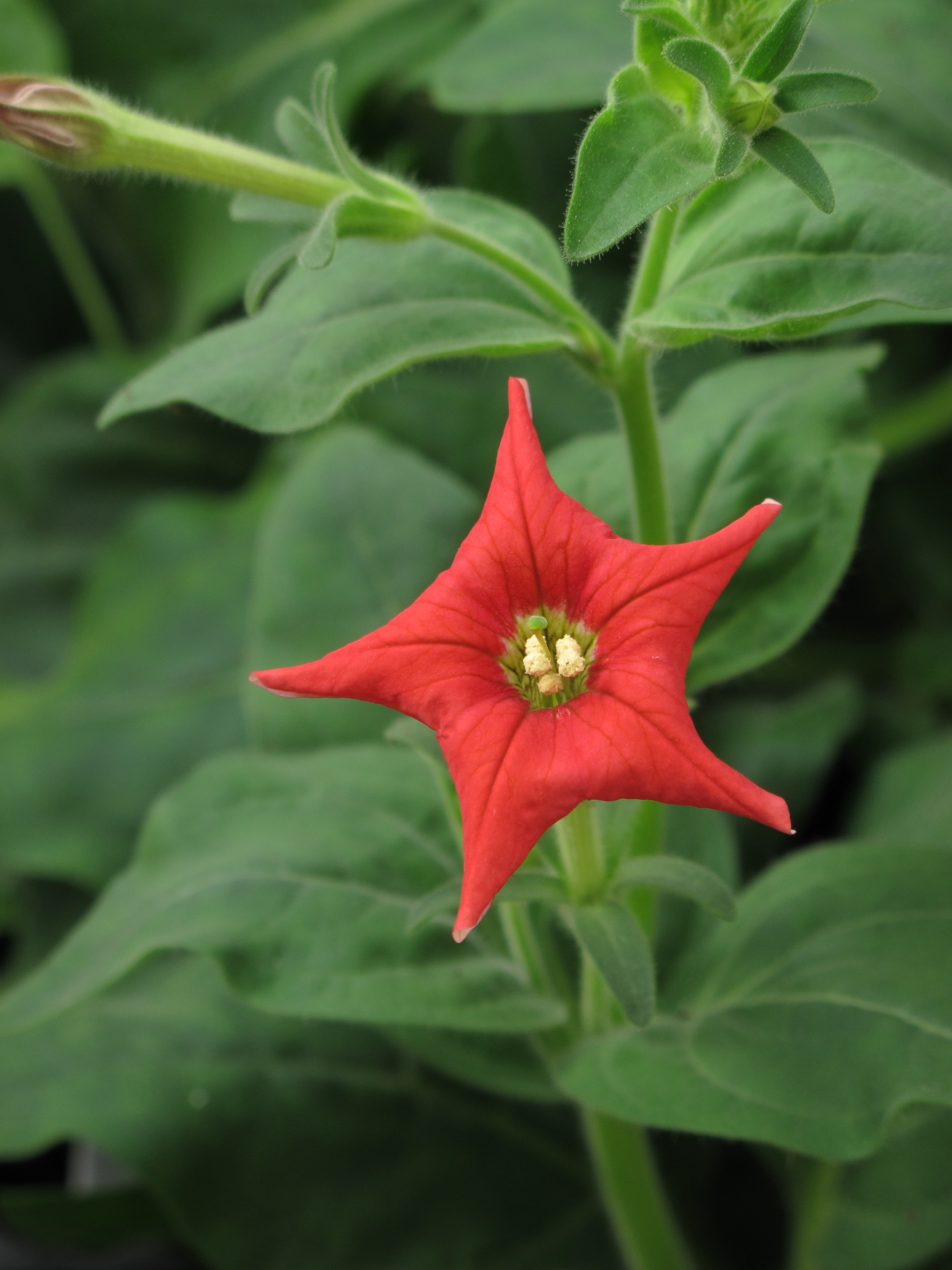
Petunia exserta, druh opylovaný kolibříky

Květy většiny druhů petúnií jsou opylovány hmyzem, zejména včelami sbírajícími pyl a nektar. Výjimkou je Petunia exserta, jediný druh rodu s červenými květy, který je opylovaný kolibříky.
Petúnie jsou v Jižní Americe živnými rostlinami housenek různých druhů lišajů, jmenovitě Enyo lugubris, Erinnyis ello, Erinnyis lassauxi a Sphinx justiciae a různých druhů můr. Na pěstovaných petúniích se občas vyvíjejí housenky babočky bodlákové (Vanessa cardui) a v Severní Americe housenky lišaje Manduca sexta.

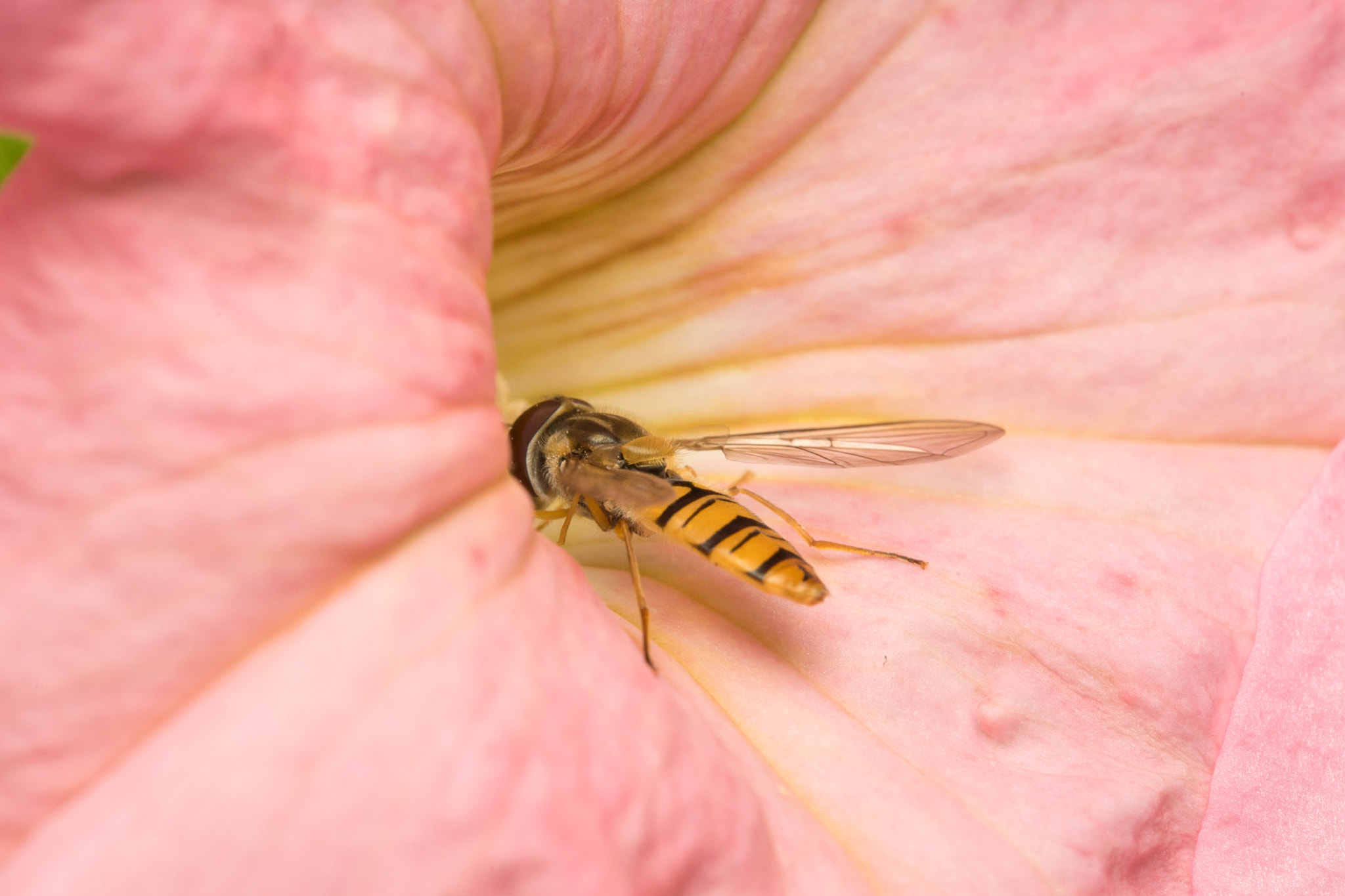
Pestřenka na květu petúnie
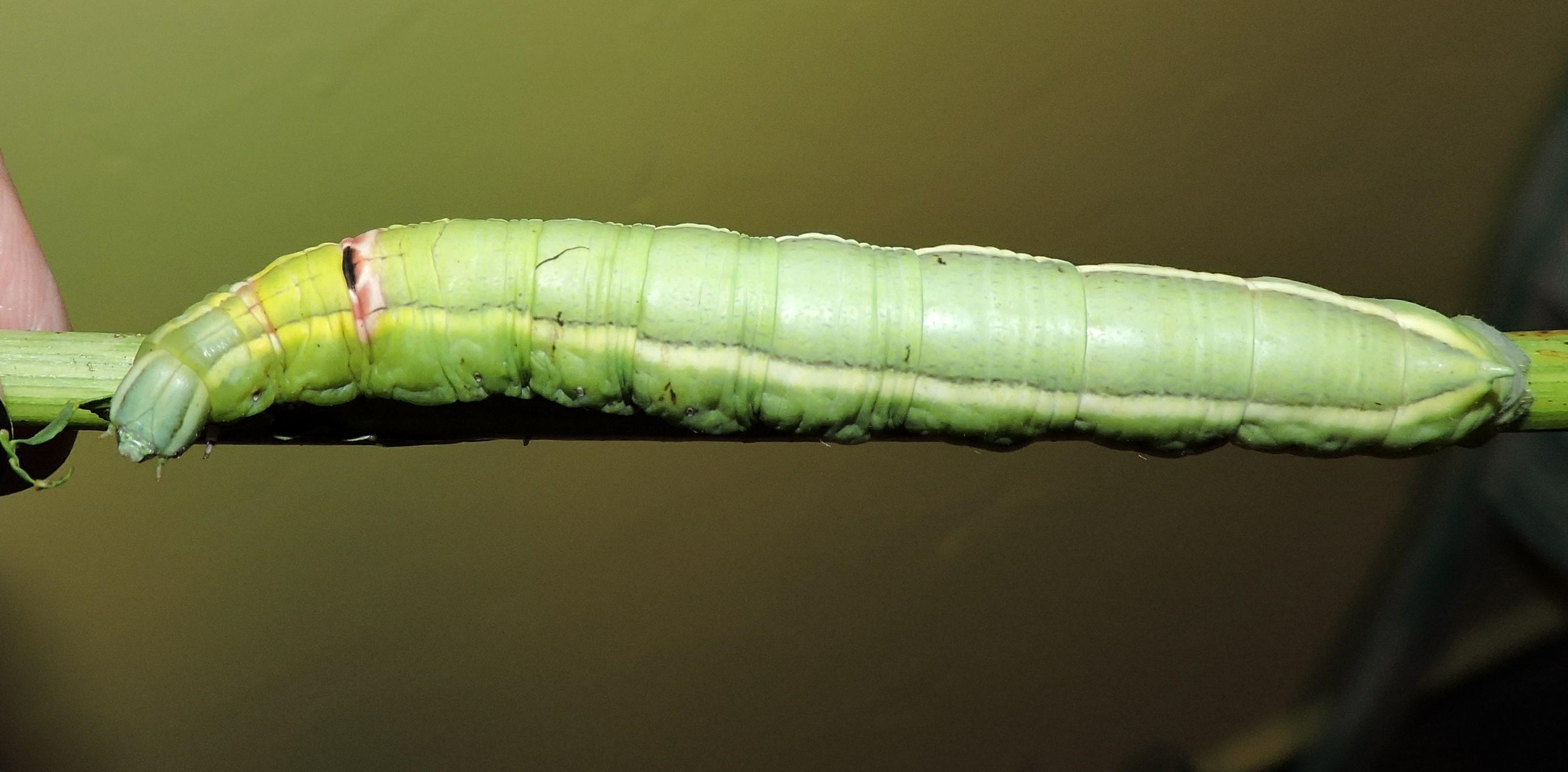
Housenka lišaje Erinnyis ello

## Obsahové látky, účinek a jedovatost
Petúnie na rozdíl od většiny ostatních lilkovitých rostlin neobsahují v podstatnější míře alkaloidy a nejsou uváděny v seznamech jedovatých rostlin. U některých druhů byla zjištěna stopová množství pyrolidinových alkaloidů nikotinového typu. Pestré barvy květů jdou na vrub obsahu antokyanů.
V literatuře se traduje, že petúnie fialová je ekvádorskými Indiány používána pod jménem shanin jako halucinogen. Údaj pochází z antropologické monografie z roku 1971 (Alvear, S.L.H.: Shamanismo en el Reino de Quito). Chemická analýza však neprokázala obsah alkaloidů, které bývají u příbuzných rostlin z čeledi lilkovitých nositelem psychoaktivních účinků, druh navíc pochází ze zcela jiné oblasti (jižní Brazílie a severovýchodní Argentina).
V listech a květech petúnie zahradní byl zjištěn inhibitor cholinesterázy.

## Taxonomie a původ názvu
Rod Petunia je v rámci čeledi Solanaceae řazen do podčeledi Petunioideae. Nejblíže příbuzné rody jsou Calibrachoa a Fabiana, s nimiž tvoří monofyletickou skupinu.
Rod Petunia popsal Antoine Laurent de Jussieu v roce 1803 na základě materiálu sebraného P. Commersonem v Uruguayi. Jussieu popsal dva druhy, Petunia nyctaginiflora a P. parviflora. První z uvedených druhů byl již o deset let dříve popsán Lamarckem jako Nicotiana axillaris, platná kombinace pro daný druh je proto Petunia axillaris. Petunia parviflora byla později přeřazena do rodu Calibrachoa. Rodový název Petunia je odvozen od indiánského názvu pro tabák virginský (Nicotiana tabacum), petum nebo betum, jemuž je jeden z prvních popsaných druhů petúnie podobný. Kouření petunu, zmiňované v rozličné literatuře, proto nemá s petúniemi nic společného a vztahuje se k tabáku.
Rody Petunia a Nicotiana byly historicky na základě morfologie považovány za blízce příbuzné. To však výsledky fylogenetických studií nepotvrdily a oba rody se ocitly v odlišných podčeledích čeledi lilkovité.
Rod Petunia je někdy poměrně obtížně odlišitelný od blízce příbuzného rodu Calibrachoa. K jednoznačným diferenčním znakům náleží typ estivace korunních lístků a skulptura na povrchu semen. Některé druhy rodu Calibrachoa jsou oproti rodu Petunia vytrvalé, s dřevnatějícím stonkem, a mohou mít brachyblasty. Odlišnosti jsou i v utváření kalicha. Ten je u většiny druhů petúnií hluboce laločnatý, s cípy čárkovitými nebo k vrcholu se rozšiřujícími a nevýraznými žebry. Kalichy Calibrachoa mají 5 nebo 10 žeber, jsou členěné max. do poloviny a laloky se směrem k vrcholu zužují. Petunia může mít žluté, namodralé nebo fialové prašníky, zatímco Calibrachoa je má vždy žluté.
Do rodu Petunia je v současné taxonomii řazen i druh Petunia patagonica, toto zařazení je však shledáváno kontroverzním a čeká na své přehodnocení. Druh se po morfologické stránce značně vymyká, na rozdíl od ostatních petúnií je to hustě bochanovitě rostoucí vytrvalý keřík s čárkovitými listy a jednotlivými květy se zvonkovitým kalichem s krátkými a tupými laloky. Výsledky fylogenetických analýz navíc ukázaly, že je blížeji příbuzný s rodem Nierembergia než s rodem Petunia.

## Zástupci
- petúnie fialová (Petunia integrifolia, syn. P. violacea)
- petúnie úžlabní (Petunia axillaris)
- petúnie zahradní (Petunia × atkinsiana, syn. P. × hybrida)[11]

## Význam

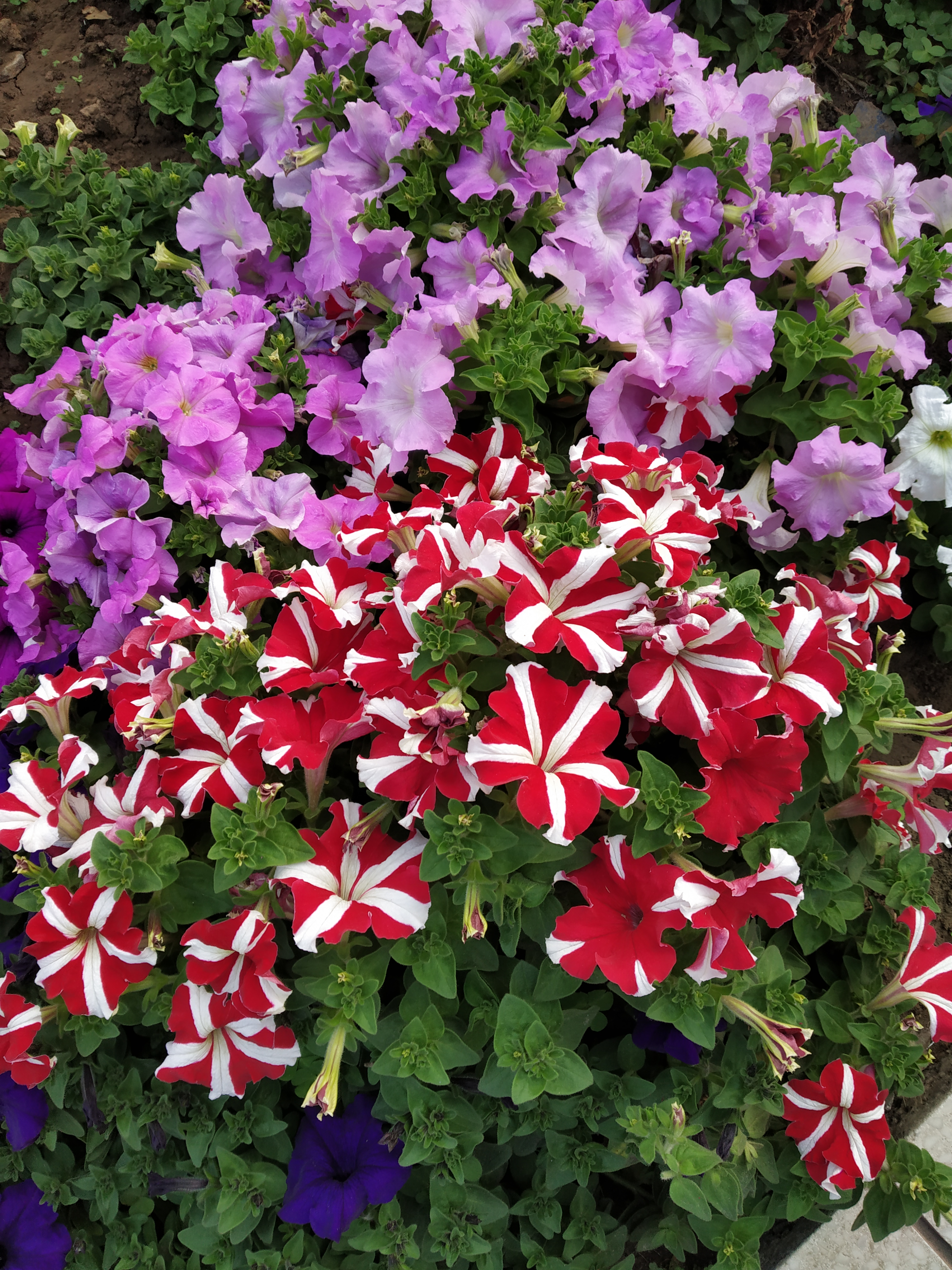
Pestré kultivary petúnie zahradní

Petúnie zahradní je jednou z nejčastěji vysazovaných letniček. Jedná se o hybrid dvou druhů, Petunia axillaris a P. integrifolia, vypěstovaný v Británii roku 1834, který se záhy rozšířil do evropských zahrad. Od té doby bylo vyšlechtěno nepřeberné množství kultivarů s různě tvarovanými a zbarvenými květy a různými růstovými formami. Řidčeji jsou pěstovány některé jiné druhy.
Květy petúnií jsou jedlé a je možno je přidávat do salátů nebo použít jako okrasnou oblohu. V lékařství či domorodé medicíně tyto rostliny větší význam nemají.